# Budai-hegység
Budai-hegység este o arie protejată (arie specială de conservare — SAC, sit de importanță comunitară — SCI) din Ungaria întinsă pe o suprafață de 9.522,14 ha, integral pe uscat.

## Localizare
Centrul sitului Budai-hegység este situat la coordonatele 47°33′02″N 18°54′14″E / 47.550556°N 18.903889°E.

## Înființare
Situl Budai-hegység a fost declarat sit de importanță comunitară în mai 2004 pentru a proteja 9 specii de plante și 23 de specii de animale. Situl a fost protejat și ca arie specială de conservare în februarie 2010.

## Biodiversitate
Situată în ecoregiunea panonică, aria protejată conține 12 habitate naturale: Pajiști uscate seminaturale și facies de acoperire cu tufișuri pe substraturi calcaroase (Festuco-Brometalia) (* situri importante pentru orhidee), Pante stâncoase calcaroase cu vegetație casmofită, Păduri panonice cu Quercus pubescens, Păduri panonice cu Quercus petraea și Carpinus betulus, Păduri pe pante, grohotișuri și ravene de Tilio-Acerion, Pajiști panonice carstice (Stipo-Festucetalia pallentis), Pajiști stepice subpanonice, Tufărișuri subcontinentale peripanonice, Peșteri inaccesibile publicului, Păduri panonice-balcanice de stejar turcesc - stejar sesil, Păduri de fag Asperulo-Fagetum, Păduri de fag din Europa Centrală dezvoltate pe sol calcaros cu Cephalanthero-Fagion.
La baza desemnării sitului se află mai multe specii protejate:
- plante (9): Dianthus plumarius subsp. regis-stephani, Echium russicum, Himantoglossum caprinum, Iris humilis subsp. arenaria, Linum dolomiticum, sisinei (Pulsatilla grandis), Seseli leucospermum, Thlaspi jankae, Vincetoxicum pannonicum
- mamifere (8): liliac cârn (Barbastella barbastellus), liliac cu urechi mari (Myotis bechsteinii), liliac cu urechi de șoarece (Myotis blythii), liliac cărămiziu (Myotis emarginatus), liliac comun (Myotis myotis), liliacul mare cu potcoavă (Rhinolophus ferrumequinum), liliacul mic cu potcoavă (Rhinolophus hipposideros), popândău (Spermophilus citellus)
- nevertebrate (15): croitorul mare al stejarului (Cerambyx cerdo), Cucujus cinnaberinus, orthosia schmidtii (Dioszeghyana schmidtii), Erannis ankeraria, Euplagia quadripunctaria, Glyphipterix loricatella, Hypodryas maturna, Isophya costata, Lignyoptera fumidaria, Limoniscus violaceus, rădașcă (Lucanus cervus), fluturele purpuriu (Lycaena dispar), croitorul cenușiu al stejarului (Morimus funereus), Rosalia alpina, Stenobothrus eurasius

Pe lângă speciile protejate, pe teritoriul sitului au mai fost identificate 20 de specii de plante, 2 specii de amfibieni, 12 specii de mamifere, 9 specii de nevertebrate, 7 specii de reptile.